# 失格 (曲)
『失格』（しっかく）は、橘いずみの3枚目のシングル。1993年3月10日発売。発売元はSony Records。

## 概要
- 橘が広く知られる契機となる代表作[1][2]。
- 発表当時「失格」などの歌詞は「過激」なものと評され橘は「女・尾崎豊」などと称された[3]その背景は、当時の音楽プロデューサ—が尾崎豊と同じ須藤晃のため[2]。
- 表題曲「失格」の楽曲のアレンジは『Now It Can Be Told: DEVO at the Palace 12/9/88』を彷彿とさせるロックのドライブ感を伴う高揚感、うねりを効かせた熱いアレンジでと注文した。
- 2011年の映画『モテキ』では、所謂「モテ曲」のひとつに「失格」が取り上げられ[4]、映画公開に先んじて発売されたコンピレーション・アルバム『モテキ的音楽のススメ映画盤』に収録[5]。

## 収録曲
作詞・作曲：橘いずみ　編曲：星勝
1. 失格
2. オールファイト
コーラス・アレンジ：町支寛二

## 楽曲収録アルバム

### 失格
- 「橘いずみ」名義
  - オリジナル『どんなに打ちのめされても』（1993年）
  - ベスト『GOLDEN☆BEST 橘いずみ』（2002年）
  - ベスト『GOLDEN☆BEST 橘いずみ+榊いずみ 20th Anniversary』（2012年）
  - CD-BOX『Izumi works from 1992-1997 〜Sony Music Years Complete Box〜』（2019年）
- 「榊いずみ」名義
  - セルフカバー『AG』（2013年）

### オールファイト
- 「橘いずみ」名義
  - オリジナル『どんなに打ちのめされても』
  - CD-BOX『Izumi works from 1992-1997 〜Sony Music Years Complete Box〜』

## ミュージシャン
- 失格
  - Guitars：武沢豊(カッティング)、Bob Mothersbaugh(リードギター、ギターソロ)
  - Bass：バカボン鈴木
  - Drums・Percussion：矢壁篤信
  - Keyboards：中西康晴、松浦晃久
  - Strings：金子飛鳥ストリングス
  - Manipulation：浦田恵司
  - Harp：橘いずみ
- オールファイト
  - Guitars：武沢豊
  - Bass：小六正彦
  - Keyboards：中西康晴、松浦晃久
  - Chorus：町支寛二、THE DESKS（平賀君代・工藤佳永・新宮"リンダ"由美・大屋享子・IZUMI）
  - Manipulation：迫田到
  - Glockenspiel：金山功

## カバー
- 映画『モテキ』連動アルバムモテキ的音楽のススメ Covers for MTK Lovers盤』では、フラワーカンパニーズによる「失格」のカバーが収録[6]。
- 『坂崎幸之助のももいろフォーク村NEXT』でももいろクローバーZの百田夏菜子がカバー。特番では榊いずみとデュエットした[7]。